# Uttar Pirpur
Uttar Pirpur is een census town in het district Haora van de Indiase staat West-Bengalen. 

## Demografie
Volgens de Indiase volkstelling van 2001 wonen er 4789 mensen in Uttar Pirpur, waarvan 52% mannelijk en 48% vrouwelijk is. De plaats heeft een alfabetiseringsgraad van 63%. 